# スイートレガシー
『スイートレガシー』は、2002年4月26日にフロントウイングより発売されたWindows用のオムニバス形式のパッケージソフト『426』に収録された短編18禁恋愛アドベンチャーゲーム。パティシエ志望の少年が、知り合いのパティシエ専門学校（女子校）に女装し女子として入学することになってしまうラブコメディ作品。キャラクターデザインを『オヤマ! 菊之助』の瀬口たかひろが担当。

## 概要
後に設定面を継承しつつ登場人物などを新たに増やし、内容を一新した全年齢対象のPlayStation 2用恋愛アドベンチャーゲーム『スイートレガシー～ボクと彼女の名もないお菓子～』として完全リメイクされ、2002年12月26日にPCCW Japan（現ジャレコ）より発売された。さらに、2003年3月28日には、この完全リメイク版に18禁のシーンを追加したWindows用アダルトゲーム『スイートレガシー～ボクと彼女のあま～い関係～』がフロントウイングより発売された。
都合、3種類のスイートレガシーが存在することになるが、ここでは初期短編を「426版」、全年齢向けリメイク版を「PS2版」、そのPC移植版を「PC版」として区別したい。PS2版とPC版を括る場合は、単に「リメイク版」と表記する。
リメイク版は、PS2版・PC版ともに主人公の声が、台詞およびモノローグでフルボイスとなっているのが特徴的であり、結果、各ヒロインよりも主人公の方が人気が出るという類稀な結果を生んだ。CVは全バージョンで未公開だが、PS2版のキャストは426版を継承している模様。また、一部登場人物はPS2版とPC版とでキャストの変更があった。
また、本作品とのタイアップとして、キャラクターデザイン担当の瀬口たかひろによるコミック版が週刊少年チャンピオンの2002年16号・17号に掲載された。

## あらすじ
パティシエ志望の少年・佐藤衛は、父親の知り合いが運営するパティシエスクール「不動洋菓子学校」を紹介される。しかし、行ってみてビックリ。その不動洋菓子学校は女子校だったのだ。学長は女装してバレなければ入学してよいと提案。躊躇する衛だが、学長の強引さに負けてあっさり入学することになってしまう。衛が男であることを知っているのは、学長の娘であるアヤカだけ。どうなる、衛の学園ライフ!?

## 登場キャラクター

### 426版
- 佐藤衛（さとう まもる）
- 不動アヤカ（ふどう あやか）
- 吉野屋ヨシノ（よしのや よしの）
- 竜崎ミチル（りゅうざき みちる）
- 不動ユリア（ふどう ゆりあ）

### リメイク版（PS2・PC版共通）
- 佐藤衛（さとう まもる）
- 不動彩香（ふどう あやか）
- 吉野屋よしの（よしのや よしの）
- 竜崎ミチル（りゅうざき みちる）
- 藤ノ宮環（ふじのみや たまき）
- 鬼ヶ島桃子（おにがしま ももこ）
- 会澤蜜柑（あいざわ みかん）
- 佐倉みつき（さくら みつき）
- 佐倉むつき（さくら むつき）
- 会澤司（あいざわ つかさ）
- 不動ユリア（ふどう ゆりあ）
- 高木由美子（たかぎ ゆみこ）

## スタッフ

### 426版
- シナリオ：保谷東・桑島由一
- 原画：瀬口たかひろ
- 音楽：リバーサイドミュージック
  - テーマソング：プカプカ
作詞：桑島由一
作曲：上松範康
編曲：藤間仁
歌：U

### リメイク版（PS2版・PC版共通）
- シナリオ：桑原文彦・藤崎竜太
- キャラクターデザイン：瀬口たかひろ
- 原画：スドウヒロシ・瀬川一郎・つくもかずいた・フミオ
- 音楽：リバーサイドミュージック
  - OP：ゴー★ホーム!
作詞：桑島由一
作曲・編曲：景家淳
歌：桃井はるこ（from UNDER17）
  - ED：おねがい
作詞：桑島由一
作曲・編曲：景家淳
歌：YURIA
  - 挿入歌：おかしなオンナノコ
作詞：桃井はるこ
作曲・編曲：小池雅也
歌：UNDER17

## 関連書籍
- スイートレガシー コミック＆ファンブック（秋田書店） ISBN 4-253-20131-8
瀬口たかひろによるコミック版『スイートレガシー』も収録。週刊少年チャンピオンに掲載された本編2話に加え、番外編としてコンプティーク2002年4月号付録別冊コミックコンプ、マジキュー・プレミアム2002年SPRING号、ショップ特典用に描かれた短編が収録されている。